# Булла, Карл Карлович
Карл Ка́рлович Булла́ (Карл Освальд Булла; нем. Carl Oswald Bulla; 26 февраля 1855, Леобшютц, Пруссия — 2 декабря 1929, Сааремаа, Эстонская Республика) — российско-немецкий портретист и мастер документальной фотографии, владелец фотоателье в Санкт-Петербурге, вошедший в историю как «отец российского фоторепортажа».

## Биография
Родился в немецкой семье в прусском местечке Леобшютц, но работал преимущественно в Санкт-Петербурге. В 1875 году Карл Булла открыл своё собственное фотоателье, которое в начале XX века помещалось в здании Пассажа на Невском проспекте.
Ещё в 1886 году он получил в Министерстве внутренних дел «разрешение на право производства всякого рода фотографических работ вне дома, как-то: на улицах, квартирах и в местах ближайших окрестностей Петербурга», которое позволило ему много лет позже в 1894 наладить типографское производство открыток в стандарте Всемирного почтового союза.
С 1897 года фотографии Карла Буллы стали печататься в массовом и популярном журнале «Нива». С этого времени его имя стало известно по всей Российской империи. С 1908 года — фотограф журнала «Огонёк».
О многогранности таланта Карла Буллы лучше всего говорит его собственное рекламное объявление: «Снимаю всякие архитектурные предметы, как внутренние, так и наружные фасады, дома, фабрики, мастерские с рабочими, машины, железные дороги, памятники, магазины, виды. Различные сцены и типы, снимки с древних и старинных предметов, открытие и освящение зданий, юбилейные торжества. Моментальные снимки спорта всякого рода, с лошадей, собак и других животных».
В 1908 году Карл Булла приобретает фотоателье на Невском проспекте, 54. В данном помещении сейчас располагается действующий фотосалон, принадлежащий другим хозяевам — «Фонду исторической фотографии имени Карла Буллы». Здесь работает небольшой музей и проводятся выставки. Перед зданием ателье Буллы на Малой Садовой установлен Памятник петербургскому фотографу.
После 1916 года Карл Булла передал своё фотографическое дело сыновьям — Александру и Виктору, а сам поселился на острове Сааремаа, в Лифляндии. Там же он и умер в 1929 году. В доме, где он жил, позже находилась поселковая школа с библиотекой, позднее — управление волостью Торгу, а после её упразднения в здании был организован  музей Карла Буллы.
Особое место в творчестве Карла Буллы занимают циклы фотографий представителей русской народной святости. Среди странников и юродивых, запечатлённых фотографом, Параскева Дивеевская, Матрона Босоножка, странник Антоний и другие.

## Семья и репрессии
Cыновья Карла Буллы были репрессированы в СССР. Александр арестован в 1928 году; отбывал наказание на Соловках, в Белбалтлаге и Дмитровлаге, награжден знаком «1932. Строителю Белморстроя» и нагрудным жетоном «Честному воину Карельского фронта», умер вскоре после освобождения, между 1942 и 1944 годами. Виктор был арестован в 1938 году и расстрелян 30 октября того же года по решению особой «тройки» УНКВД по Ленинградской области. Реабилитирован в 1958 году.
По воспоминаниям дочери К. О. Буллы Валентины Карловны Каминской, при аресте многие негативы из семейного фотосалона были уничтожены: «Тайная полиция пришла к нам в квартиру и вывернула всё. Из всех шкафов выкинули стеклянные негативы. Многие из них были дореволюционными. Когда всё лежало на полу, они в тяжёлых сапогах исполняли какую-то дьявольскую пляску, уничтожая бесценные фотографии».

## Признание заслуг
- 1901 — кавалер Ордена Короны Румынии[18].
- 1901 — Орден Льва и Солнца (Персия)[18] 4-й степени.
- 1902 — болгарская серебряная медаль с короной «За заслуги».
- 1 мая 1902 — высочайшая благодарность императрицы Александры Фёдоровны за альбом снимков выставки драгоценностей.
- 29 марта 1902 — благодарность великой княгини Ксении Александровны за труды по фотографированию исторической выставки одежды и костюмов в Таврическом дворце.
- 27 февраля 1904 — высочайшая благодарность от императрицы Александры Фёдоровны за альбом снимков Саровской пустыни.
- 28 марта 1904 — высочайшая награда, нагрудный знак, Золотая медаль на Анненской ленте «За усердие».
- 8 апреля 1904 — подарок от Николая II — золотые часы с цепочкой с изображением государственного герба за альбом псковских манёвров.
- 1 мая 1904 — высочайшая благодарность от императрицы Александры Фёдоровны за альбом снимков исторической выставки.
- 28 августа 1904 — подарок от Николая II — серебряный портсигар с изображением государственного герба за альбом «Проводы войск на Дальний Восток».
- 30 октября 1904 — почётное звание личного фотографа Его Величества короля Италии.
- 23 февраля 1905 — подарок от князя Михаила Александровича — золотая булавка с короной и вензелем, изображением Его Императорского Высочества.
- 29 октября 1906 — нагрудный золотой знак — знак I степени попечительства о глухонемых, ведомства императрицы Марии.
- 22 апреля 1907 — высочайшая награда — шейная Золотая медаль на Станиславской ленте «За усердие».
- 1909 — кавалер Ордена Короны Италии[18]
- 1909 — кавалер Ордена Полярной звезды.
- 1909 — кавалер ордена Академических пальм (Франция)
- 1910 — нагрудная Золотая медаль Китайской империи.
- С 1910 года — потомственный почётный гражданин Петербурга
- 6 мая 1910 — высочайшая награда — потомственное почётное гражданство, за труды по попечительству «о безприютных детях, усердием Ольги Марицовны Михельсон».
- 25 мая 1910 — Летучего отряда Красного Креста бронзовая медаль «В память 200-летия Полтавской битвы» на Андреевской ленте — за фотографирование 200-летнего юбилея Полтавской битвы в Полтаве.
- 26 ноября 1910 — всемилостивейшее почётное звание придворного фотографа Его Величества короля Сербии.
- 1911 — Серебряная звезда I степени Его Величества Эмира Бухарского.
- январь 1912 — благодарность Николая II за царское групповое фото с офицерами Каспийского полка.
- 2 февраля 1912 — благодарность императрицы Марии Феодоровны.
- 20 февраля 1912 — с высочайшего соизволения — почётное звание Поставщика Двора Ея Императорского Высочества великой княгини Марии Павловны.
- 18 марта 1912 — всемилостивейшее почётное звание придворного фотографа Короля Черногорского Николая I.
- август 1912 — нагрудная бронзовая медаль «100-летие Бородинского сражения» на Владимирской ленте — за фотографирование столетия Бородинского боя.

Удостоен
- Ряд благодарностей от высокопоставленных лиц и различных учреждений, а также подарки от министра двора и градоначальников
- Почётного звания и зачислен специальным фотографом:
  - 18 февраля 1899 — попечительства государыни Марии Феодоровны о глухонемых.
  - 23 марта 1904 — Императорской Публичной библиотеки (по Министерству народного просвещения).
  - с января 1904 — Императорского Пожарного общества с зачислением пожизненным членом общества.
  - с 1904 — Императорского российского аэроклуба.
  - 7 июля 1904 — Управления Санкт-Петербургского градоначальства.
  - 14 декабря 1904 — Главного управления Российского общества Красного Креста.

## Галерея
Наследие Карла Буллы составляет около 230 тысяч негативов фотографий конца XIX — начала XX века.
- СПб. Трамваи на замёрзшей Неве
- Уличная сценка
- Каменщики, дробящие щебень, 1900
- СПб, Сенная площадь, 1900-1902
- Извозчики, 1902
- И. Репин, В. Стасов, Л. Андреев, М. Горький, И. Тарханов в обществе дам в Пенатах, 1904
- Обрушившийся Египетский мост
- Леонид Андреев с женой Анной Андреевной, 1903
- Премьер-министр Пётр Столыпин, 1906
- Депутаты распущенной Государственной Думы прибывают на Выборгский вокзал, 1906
- Григорий Распутин, полковник Д. Н. Ломан, генерал-майор М. С. Путятин, 1907-1908
- Лев Толстой, 1908
- Ночлежка для бездомных, 1910
- И. Е. Репин читает сообщение о смерти Л. Н. Толстого. Присутствуют К. И. Чуковский, Н. Б. Нордман-Северова (жена Репина). Куоккала, 1910
- Военный медик В. М. Бехтерев, около 1912
- Княжна Ольга Николаевна, 1913
- Камергер Сосновский с женой перед отъездом на дворцовый бал, 1913
- Ф. И. Шаляпин с друзьями на катке. Куоккала, 1914
- Апраксин двор в огне, июль 1914
- Авиаторы И. И. Сикорский, Генер, Каульбарс в аэроплане «Русский витязь», 1915
- Императрица Александра Фёдоровна, царевич Алексей, Николай II выходят из вагона по прибытии в военную ставку. Май 1916